# Incendie de l'aéroport de Düsseldorf
L'incendie de l'aéroport de Düsseldorf en Allemagne s'est déclenché dans le terminal des passagers le 11 avril 1996 tuant 17 personnes. Entre 62 et 88 personnes ont été blessées. Environ 1 000 pompiers ont été impliqués pour éteindre les flammes. À l'époque, il s'agissait de la plus grande réponse à un incendie de l'histoire de la Rhénanie-du-Nord-Westphalie. L'incendie a été causé par des travaux de soudure sur un joint de dilatation de la chaussée sur la route d'accès au terminal A lorsque des gouttes de métal fondant sont entrées en contact avec le polystyrène d'isolation dans le faux plafond du hall des arrivées situé en-dessous. Le feu s'est lentement étendu avant d'être remarqué. Les dommages totaux sont estimés à 1 milliard de Deutsche Marks.

## Annexe